# Vidaillac
Vidaillac (okzitanisch Vidalhac) ist eine französische Gemeinde mit 184 Einwohnern (Stand 1. Januar 2022) im Département Lot in der Region Okzitanien (zuvor Midi-Pyrénées). Sie gehört zum Arrondissement Cahors, zum Kanton Marches du Sud-Quercy. 

## Lage
Die Gemeinde Vidaillac liegt in einer Höhe von ca. 350 Metern ü. d. M. am südwestlichen Rand des Zentralmassivs im Gebiet der Causse de Limogne innerhalb des Regionalen Naturparks Causses du Quercy und an der Grenze zum Département Tarn-et-Garonne, 17 Kilometer westlich von Villefranche-de-Rouergue. Umgeben wird Vidaillac von den Nachbargemeinden Promilhanes im Norden, Laramière im Osten, Puylagarde im Südosten und Süden, Saint-Projet im Süden und Südwesten sowie Beauregard im Westen.

## Bevölkerungsentwicklung
| Jahr                       | 1962 | 1968 | 1975 | 1982 | 1990 | 1999 | 2006 | 2013 | 2022 |
| Einwohner                  | 181  | 161  | 169  | 161  | 166  | 160  | 165  | 163  | 184  |
| Quellen: Cassini und INSEE |      |      |      |      |      |      |      |      |      |

## Sehenswürdigkeiten
- Kirche Saint-Pierre-ès-Liens